# František Ševčík
František Ševčík (Vilémovice, 11 de enero de 1942 – 22 de julio de 2017) fue un jugador de hockey sobre hielo que jugó con la selección de Checoslovaquia. Se colgó la plata en Juegos Olímpicos de Grenoble 1968.

## Palmarés internacional
| Juegos Olímpicos | Juegos Olímpicos            | Juegos Olímpicos |
| Año              | Lugar                       | Medalla          |
| ---------------- | --------------------------- | ---------------- |
| 1968             | Grenoble ( República Checa) | Medalla de plata |